# Donato Polli
Donato Polli, auch: Donatus Polli, (* 24. Oktober 1663 in Muzzano bei Lugano im Tessin; † 28. Dezember 1738 in Nürnberg) war ein insbesondere in Franken tätiger Stuckateur des Barock.

## Leben
Donato wurde als zweitältester Sohn des Baumeisters Jacobo Polli und seiner Ehefrau Ottavia, geb. Bossi, in Muzzano im Tessin geboren; der 1661 geborene Bruder Johann († 1733) ist ebenfalls als Stuckateur bekannt. Ein weiterer Bruder Luigi starb 1697.
Donato empfing seine Ausbildung in Mailand und wurde 1690 in Nürnberg ansässig, wo er am 31. Oktober 1691 den Stadtschutz als Stuckateur erhielt, der 1692 verlängert wurde und bis zu seinem Tod fortbestand. Am 14. Dezember 1694 heiratete er Maria Magdalena Neumeister. In Nürnberg wurden die vier Kinder getauft, darunter Catharina Philippa (* 1695), Joann (* 1698; Stuckator; † 1733 in Öffingen) und Anna Maria (* 1699), die alle früh starben. In Nürnberg schuf Donato unter anderem mit dem Stuck der Egidienkirche sein – im Zweiten Weltkrieg zerstörtes – Hauptwerk.
Nach über 40-jähriger Berufstätigkeit starb er, 75 Jahre alt, 1738 in Nürnberg. Als Katholik konnte er nicht im reformatorischen Nürnberg beerdigt werden; so wurde er ins Hochstift Bamberg nach Büchenbach bei Erlangen überführt und in der dortigen, von ihm 13 Jahre zuvor stuckierten Pfarrkirche St. Xystus am 2. Januar 1739 beigesetzt. Sein Epitaph, eine ovale Bronzeplatte mit seinem Wappen, gegossen von Matthias Bleul in Nürnberg, hat sich dort erhalten.

## Werke
Von Donato Pollis Werken sind nur einige wenige archivalisch belegt, die meisten sind ihm durch stilistischen und terminlichen Vergleich zugeschrieben:

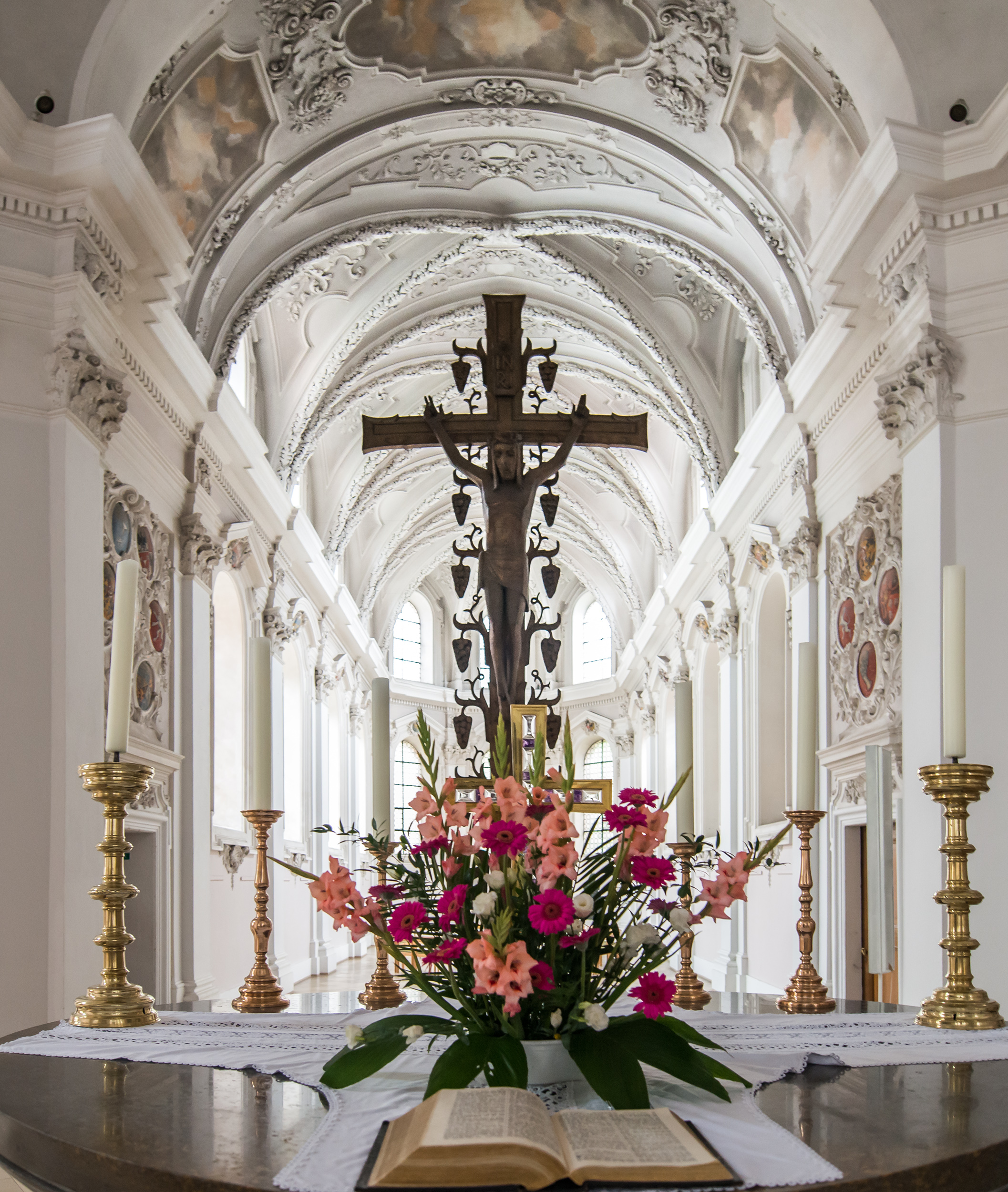
Stuck in der Egidienkirche in Nürnberg (1716–18)

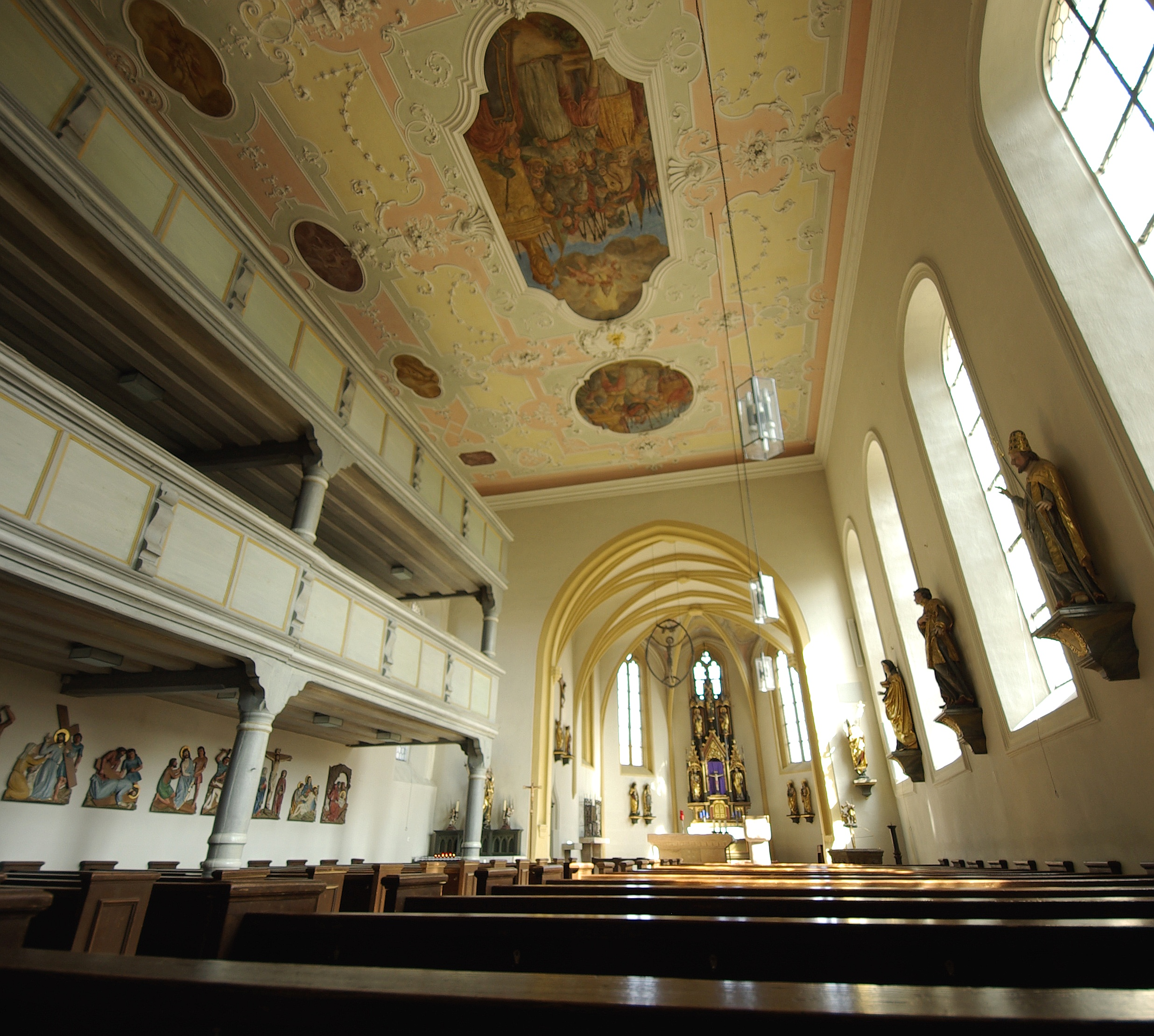
Pfarrkirche St. Xystus in Büchenbach (1726)

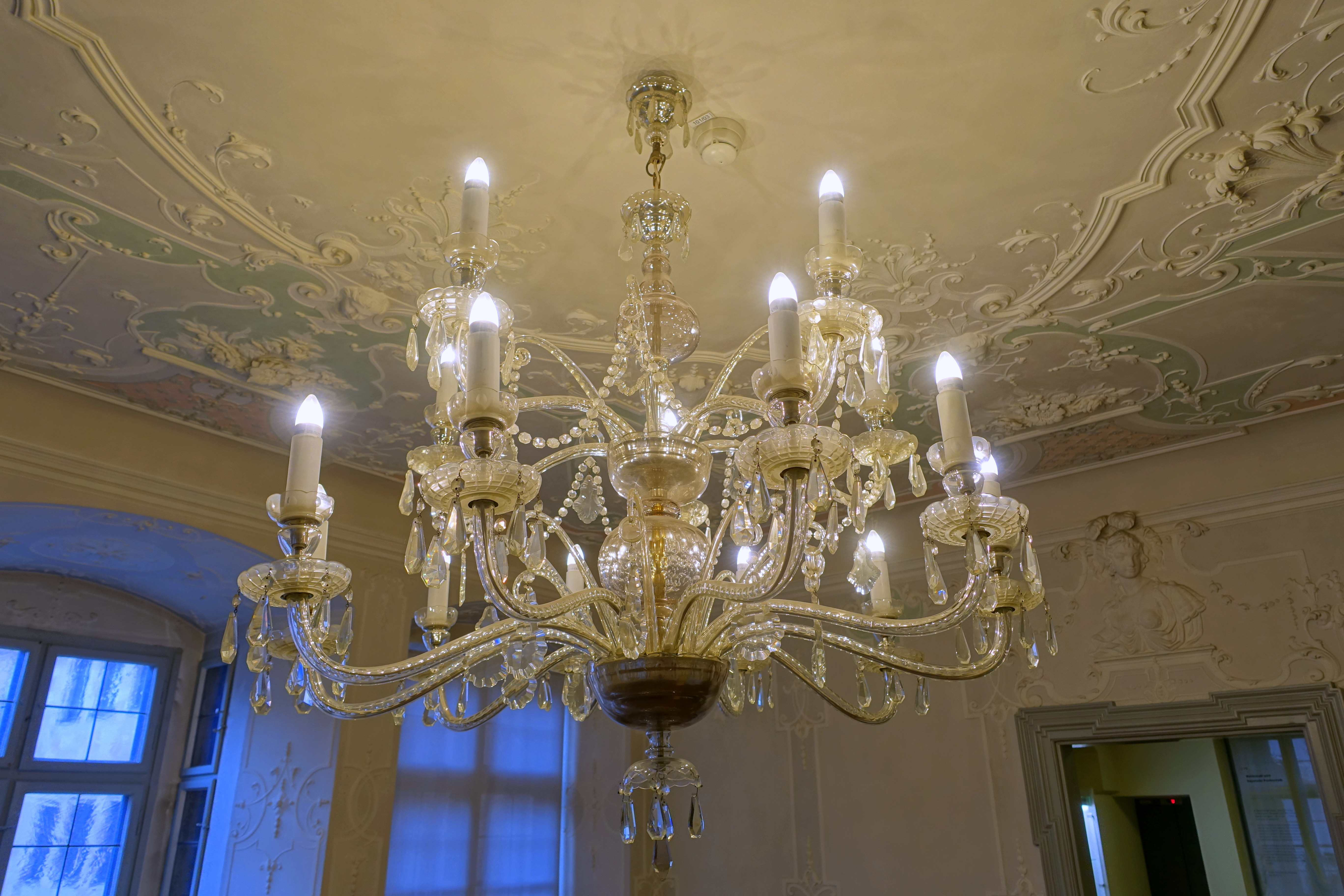
Stuckdecke im Stadtmuseum Fembohaus in Nürnberg (1734)

- Stuck in den Konventgebäuden des Klosters Ottobeuren, insbes. in den Amigonizimmern (1725–1728) (Zuschreibung)
- Stuck im Haus des Münzmeisters Nürnberger in Nürnberg
- Stuck im Haus des Stadtmedicus Dr. Christoph Friedrich Gruber († 1694) in Nürnberg
- Stuck im Haus des Handelsherrn Johann Matthias Vatter in Nürnberg
- Stuck im Haus der Patrizierfamilie Paumgartner in Nürnberg
- Stuckdecke des Weißen Saals im Welser-Schloss in Neunhof bei Lauf an der Pegnitz (1693–1697)
- Stuck im Haus der Patrizierfamilie Kreß von Kressenstein in Nürnberg (1705)
- Deckenstuck der Evangelisch-lutherischen St. Jakobuskirche in (Vorra-)Artelshofen (1710)
- Schwaningen, Altes Schloss, zwei Stuckdecken (Schlaf- und Audienzzimmer, Treppen „und anderes“) (1713–1716) (zerstört)
- Barocke Ausstattung der Evang.-lutherischen Egidienkirche in Nürnberg (1716–1718) (gilt als sein Hauptwerk; im Zweiten Weltkrieg zerstört)
- Stuck im Haus von Gottlieb Trost, dem Erbauer der Egidienkirche
- Stuck in Gebäuden der Nürnberger Handelsherren Schmidt und Sichart
- Salettl im Gartenanwesen Johannisstr. 19 in Nürnberg
- Deckenstuck der Pfarrkirche St. Maria Magdalena in Behringersdorf (1719)
- Deckenstuck (Bandlwerk) der Schlosskirche St. Michael von Sulzbürg
- Stuck in der Dreieinigkeitskirche von Lichtenau (1724)
- Deckenstuck der kath. Pfarrkirche St. Xystus in Büchenbach (1726)
- Stuckarbeit in Herzogenaurach (zerstört)
- Stuckarbeit in Münchaurach (1726?) (zerstört)
- Entwurf der Stuckdecke der Kirche von Pommelsbrunn (1726; Ausführungsauftrag der Stadt Nürnberg von Polli wegen Arbeitsüberlastung abgelehnt)
- Stuckdecken in Schloss Grünsberg, im zweiten Obergeschoss der Hauptkemenate
- Stuckarbeiten im 2. Stock des Roten Schlosses in Heroldsberg
- Fembohaus in Nürnberg, Stuck in den Räumen im ersten Obergeschoss des Hauptgebäudes (1734/35)
- Bandlwerkstuck im 2. Obergeschoss der ehemaligen Fürstbischöflichen Residenz Eichstätt (circa 1726–34)
- Stuckarbeit im Schnieglinger Schlösschen des Ratskonsulents Christoph Wilhelm Dannreuther (1732/33 abgeschlossen)
- Stuckierung der Götterstube des Weser Schlosses (nach 1734)
- Stuckdecke im Salon des Lust-Gartenhauses des Handelsherrn Rößler an der heutigen Sulzbacher Straße im Nürnberger Stadtteil Wöhrd (1908–10 in das spätere Melanchthon-Gymnasium transferiert)

## Würdigung
Donato Polli gilt als Wegbereiter der Luganeser Stuckatoren in Franken. Seinen Stuckdecken wird höchste Qualität bescheinigt. „Donato Polli war einer der genialsten Stuckatoren des Régence und des frühen Rokoko in Bayern.“ (Theodor Neuhofer, S. 80)

## Mitarbeiter und Schüler
Pollis Mitarbeiterstamm setzte sich aus Verwandten aller Grade zusammen. Darunter sind Namen wie Antonio Quadri (in Pollis Arbeitstruppe bis 1735), Gerolamo Andrioli, Giovanni Battista Pedrozzi (bis 1736) und die Stuckatoren der Würzburger Residenz, Antonio Giuseppe Bossi (bis 1733) und Pietro Luigi Bossi. Ein Mitarbeiter aus seiner Heimatstadt war Francesco Antonio Agostini/Augustini (* 16. Oktober 1711), der 1739 Pollis Witwe heiratete und die Nürnberger Werkstatt weiterführte. Er schuf beispielsweise 1748 eine Stuckmarmornische in der Kirche St. Laurentius in Großgründlach und fertigte 1750 in der ehemaligen Schlosskapelle von Abenberg einen Altar; später arbeitete er in Budapest.
Als Schüler Pollis gilt der als Amtsknechtsohn aus Neunhof stammende russische Hofbildhauer und Leiter der Petersburger Kunstakademie Hans Konrad Oßner (* 1. März 1673; † 23. August 1750).